# Johanna Nilsson (friidrottare)
Johanna Nilsson, född 27 mars 1983, död 2013, var en svensk medeldistanslöpare. Hon var syster till tillika friidrottarna Ida, David och Marcus Nilsson.
Vid U23-EM i Bydgoszcz, Polen år 2003 kom Nilsson femma på 1 500 meter med 4.13,64.
Nilssons största merit blev ett brons på 6,5 km vid EM i terränglöpning i holländska Tilburg 2005.

## Personliga rekord
| Utomhus - 800 meter – 2:05,11 (Walnut, Kalifornien USA 18 april 2003) - 800 meter – 2:07,78 (Tempe, Arizona USA 10 april 2004) - 1 500 meter – 4:10,72 (Walnut, Kalifornien USA 19 april 2003) - 10 000 meter – 35:02,48 (Palo Alto, Kalifornien USA 12 maj 2000) - 3 000 meter hinder – 11:49,18 (Högby 2 juni 2000) - 10 km landsväg – 34:19 (Salt Lake City, Utah USA 24 juni 2004) | Inomhus - 800 meter – 2:07,50 (Bollnäs 6 februari 2000) - 1 500 meter – 4:27,08 (Eskilstuna 21 februari 1999) - 1 engelsk mil – 4:32,49 (Fayetteville, Arkansas USA 15 mars 2003) - 3 000 meter – 9:06,61 (Fayetteville, Arkansas USA 15 mars 2006) |